# Jesús Camargo
Jesús David Camargo Villafañe (ur. 12 grudnia 1997 w San Cristóbal) – wenezuelski piłkarz występujący na pozycji bramkarza, od 2023 roku zawodnik Deportivo Táchira.